# Миостатин
Миостати́н (также известный как фактор  роста и дифференцировки 8) — белок, который подавляет рост и дифференцировку мышечной ткани. Образуется в мышцах животных, затем выделяется в кровь, оказывая своё действие на мышцы за счёт связывания с рецепторами ACVR2B (activin type II receptor). У человека миостатин закодирован в гене MSTN.
Исследования на животных показывают, что блокирование действия миостатина приводит к значительному увеличению сухой мышечной массы с практически полным отсутствием жировой ткани.

## Открытие
Ген, кодирующий миостатин,  был обнаружен в 1997 генетиками Александрой Макпэрроной и Си-Джин Лином. Получив чистую линию мышей с неработающим геном миостатина, они доказали, что отсутствие гена миостатина вызывает значительное повышение мышечной массы. Аналогичные генетические аномалии встречаются  у некоторых мясных пород коров, а также известны у малой английской борзой и человека.

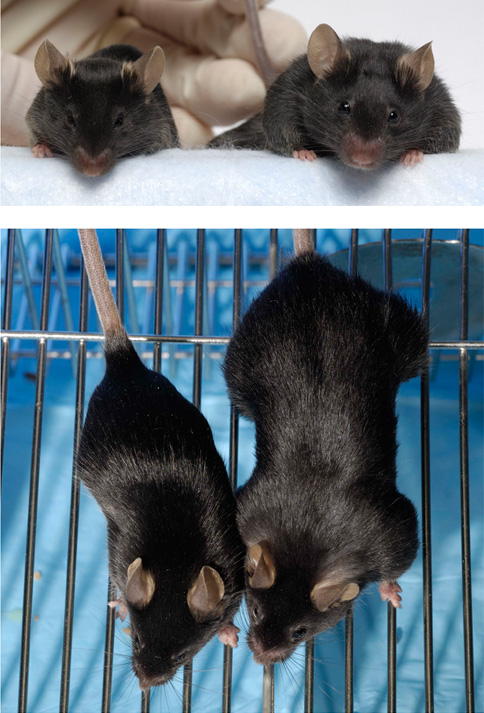
Обычная мышь и мышь с мутировавшим миостатином

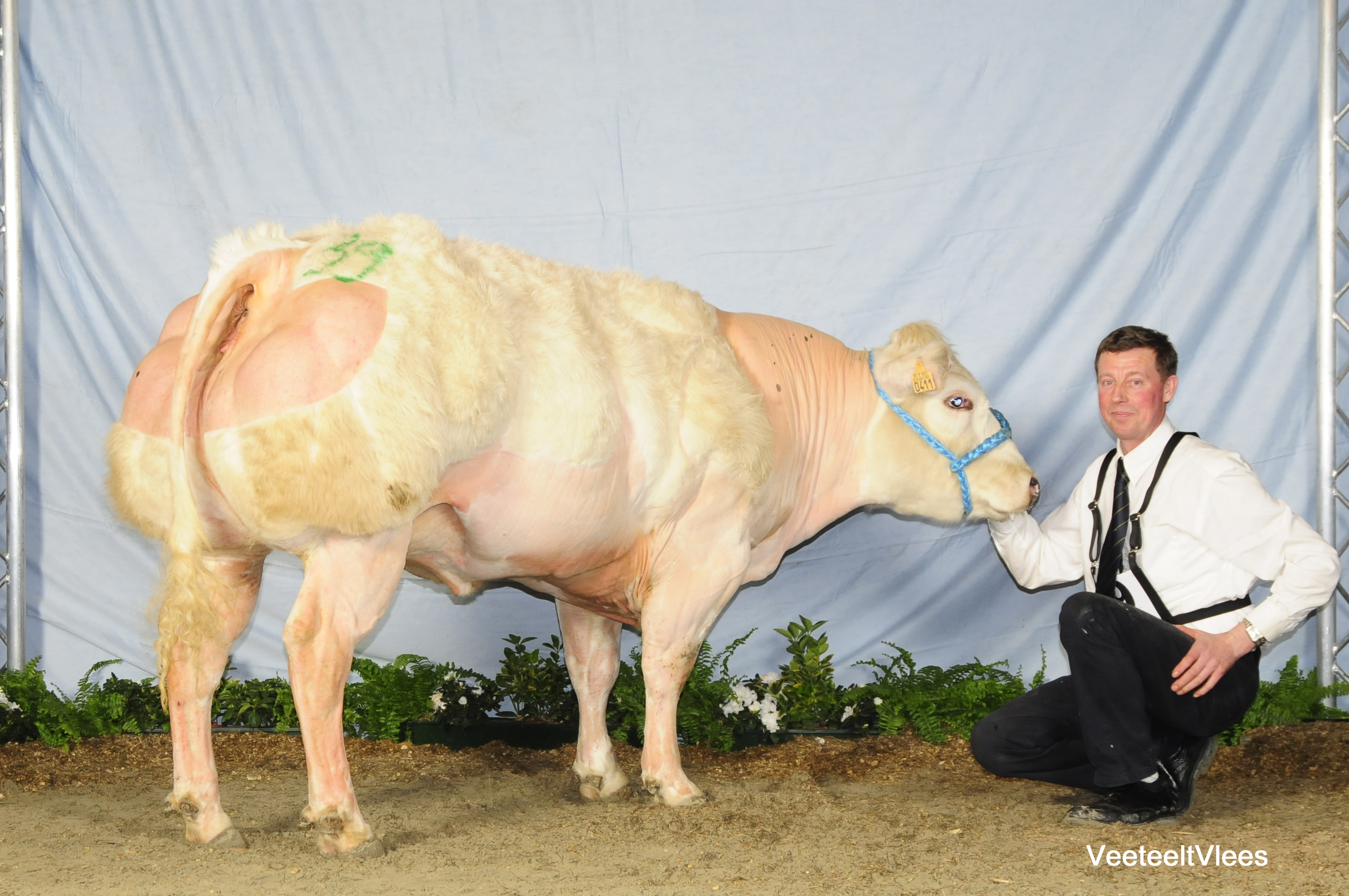
Коровы бельгийской голубой породы тоже не имеют соотв. гена, поэтому весят в среднем в 1,5 раза больше обычных

## Мутации
Миостатин активен в мышцах, используемых для движения (скелетные мышцы) до и после рождения. Это обычно ограничивает рост мышц, гарантируя, что мышцы не становятся слишком большими. Мутации, которые уменьшают производство миостатина, приводят к чрезмерно быстрому росту мышечной ткани. Люди с мутацией в обеих копиях гена MSTN (гомозиготы) имеют значительно увеличенную мышечную массу и силу. У людей с мутацией в одной копии гена MSTN (гетерозигот) также увеличена мышечная масса, но в меньшей степени.
В 2004 в Германии был обнаружен мальчик с мутацией в обеих копиях гена. Он был  значительно сильнее своих сверстников. У его матери есть мутация в одной копии гена. У американского мальчика, родившегося в 2005, Лиэма Хукстры,  клиническая картина сходная, но её причина иная: его тело производит нормальное количество миостатина, но, поскольку его мускулатура более развита, чем у его ровесников, его доктор полагает, что его мышечные клетки нечувствительны к миостатину из-за дефекта миостатиновых рецепторов.

## Биохимия
Человеческий миостатин состоит из двух идентичных субъединиц, каждая из которых состоит из 109 аминокислотных остатков. Его полная молекулярная масса составляет 25 кДа. Белок синтезируется в неактивной форме. Для того, чтобы  активировать белок, протеаза расщепляет NH2-концевую часть.

## Клиническое исследование
Дальнейшее исследование миостатина может привести к открытию новых методов лечения мышечной дистрофии. Тем не менее, остается неясным, выгодно ли долгосрочное лечение мышечной дистрофии с использованием ингибиторов миостатина, поскольку истощение стволовых клеток мышц может ухудшить течение болезни на более поздних стадиях.
На бройлерных цыплятах было доказано, что при приёме креатина уровень миостатина понижается.